# Tvåfläckig sköldluspiga
Tvåfläckig sköldluspiga (Chilocorus renipustulatus) är en skalbagge som tillhör familjen nyckelpigor. Den livnär sig på sköldlöss.

## Kännetecken
Den tvåfläckiga sköldluspigan blir omkring 4 till 5 millimeter stor och har en halvklotformig kropp. Huvudet är litet och sett från ovan har arten typiskt en mycket rundad kroppsform. Huvud och mellankropp är svarta, likaså täckvingarna med undantag för två större rödaktiga fläckar, en på vardera täckvinge. Fläckarna är rundade till något ovala och lite tvärställda, eller något njurformade. Längs täckvingarnas nederkant löper en ovanifrån tillplattad fläns. Antennerna och buken är rödgula.

## Utbredning
Den tvåfläckiga sköldluspigan finns i större delen av Europa med undantag för Iberiska halvön (utom längst i nordost) och Balkan. Österut förekommer den i Ryssland, Kaukasus, Georgien, Armenien, Azerbajdzjan och Sibirien. I Sverige finns den i Götaland, östra Svealand och vidare norrut längs Norrlandskusten, medan den i Finland finns i södra halvan av landet samt västkusten upp till Bottenviken.

## Ekologi
Arten förekommer på lövträd, framför allt ask och klibbal. Den söker sig gärna till fuktiga biotoper, som våtmarker och flodstränder. Den kan även påträffas i lövskog, skogsbryn, parker och trädgårdar. Arten är aktiv mellan mars och oktober, främst mellan april och maj. Övervintringen sker i barkspringor och andra skyddade utrymmen, framför allt vid basen av träden den lever i.
Födan består främst av sköldlöss; arten har också rapporterats leva på bladlöss.